# Pokémon Mystery Dungeon: Gates to Infinity
Pokémon Mystery Dungeon: Gates to Infinity (ポケモン不思議のダンジョン マグナゲートと∞迷宮, Pokémon Fushigi no Dungeon: Magnagate to Mugendai Meikyū) é um videogame roguelike exclusivo para o Nintendo 3DS. O título, que dá continuidade à sequência de jogos Pokémon Mystery Dungeon (Pokémon Mystery Dungeon: Blue Rescue Team e Red Rescue Team, Pokémon Mystery Dungeon: Explorers of Time e Explorers of Darkness, e Pokémon Mystery Dungeon: Adventure Team), foi lançado no Japão em 23 de novembro de 2012, na América do Norte em 24 de março de 2013, na Europa em 17 de maio de 2013 e na Austrália em 18 de maio de 2013|2013.]]

## Jogabilidade
O jogo apresenta pokémons de Unova predominantemente, com Pikachu, Oshawott, Tepig, Snivy e Axew sendo as possíveis escolhas tanto para o personagem protagonista, quanto para seu parceiro no jogo. O título tem um estilo de arte 3D e faz uso das capacidades do 3DS. Em vez dos sprites 2D anteriormente apresentados na saga, o jogo utiliza modelos 3D mais complexos, e também faz uso da câmera e de sensores do 3DS que permitem aos jogadores encontrar objetos redondos e transformá-los em portais, chamados Magnagates (referenciados no nome original do jogo). Estes precisam ser desbloqueados, e agem como portas de entrada para novas masmorras. O jogo também possui "opções de realidade aumentada";. Digitalizando objetos no "mundo real", masmorras adicionais podem ser desbloqueadas. O jogo conta com  conteúdo para download, na forma de dungeons adicionais, sendo 12 no total.

## Lançamento
O jogo foi lançado no Japão no dia 23 de novembro de 2012. De acordo com a revista japonês CoroCoro Comic, o jogo é "totalmente diferente" dos jogos Pokémon até hoje. O jogo foi lançado na América do Norte em 24 de março, de 2013, na Europa em 17 de maio de 2013 e na Austrália em 18 de Maio de 2013.